# Department of Infrastructure, Transport, Regional Development and Communications
Das Department of Infrastructure, Transport, Regional Development and Communications (DITRDC) ist ein Ministerium der australischen Regierung.

## Geschichte
Das Department wurde am 31. Januar 2020 aus der Zusammenlegung folgender Ministerien gegründet:
- Department of Communications and the Arts
- Department of Infrastructure, Transport, Cities and Regional Development

## Vorgängerministerien
Eines der Vorgängerministerien war das Department of Broadband, Communications and the Digital Economy (DBCDE; deutsch: Ministerium für Breitband, Kommunikation und Digitale Wirtschaft), dessen letzter Minister Stephen Conroy war.
Das DBCDE war zuständig für Politik, Gesetzesreformen, Konvergenz und Programmen zum nationalen Breitbandnetz, Dynamic-Spectrum-Management, Digitales Fernsehen, zur Australischen Post und Telekommunikation, Fernsehpolitik, regionale Kommunikation und Internetsicherheit.
Das DBCDE war seinerseits das Nachfolge-Ministerium des Departments of Communications, Information Technology and the Arts (DCITA), das nach der Wahl von Kevin Rudd zum australischen Premierminister der Australian Labor Party 2007 aufgelöst wurde. Die Zuständigkeit für die Künste wurde auf das neue „Department of the Environment, Water, Heritage and the Arts“ und die Zuständigkeit für Sport an das „Department of Health and Ageing“ übertragen.
Das DBCDE forcierte den Higher Bandwidth Incentive Scheme (HiBIS), eine Strategie zur Versorgung der australischen Bevölkerung mit Internet-Breitbandleitungen und subventionierte dabei Internet-Provider zum Aufbau von hochwertigen Breitbandleitungen in regional schwache, landwirtschaftlich strukturierte und entfernte Gebiete, damit dort auch gleiche Bandbreiten wie in den Metropolen verfügbar werden.
Im Juni 2007 gab das Ministerium bekannt, dass es bis zum Juni 2009 99 % der australischen Bevölkerung über eine Initiative Australia Connected mit einer Breitbandverbindung versorgen wird. Mit diesem Konzept konnte realisiert werden, dass 12-MB-Leitung über ADSL2- und Fiberglasleitungen und über Funk verfügbar wurden und hierfür wurde eine Garantie abgegeben, die am 30. Juni 2011 endete.